# Ferran Hurtado Sanchis
Ferran Hurtado Sanchis (Tavernes Blanques, 1913 - Manresa, 2001) fou un pintor, dibuixant, ensenyant i crític d'art. Resident a Manresa des de principis dels anys quaranta. Llicenciat en pintura i dibuix, va ser deixeble de Ricardo Verde Rubio i Martí Vidal Corella.
Catedràtic de dibuix a l'Institut Lluís de Peguera. Marit d'Amparo Díaz Fernández. També pintora.
Professor de l'Escola d'Arts i Oficis de Manresa. Autor o coautor de llibres de text sobre la seva especialització docent. Va exercir la crítica i la vulgarització de l'art mitjançant articles, xerradess per ràdio i conferències. Va recórrer una bona part de l'Estat Espanyol i fet viatges a l'estranger. Hi ha obres seves als museus d'Igualada i el Museu Comarcal de Manresa.
En els anys 60 escriu almenys tres llibres per l'Editorial Cosmos anomenats Dibujo, Dibujo Lineal i Metodología del dibujo.
La seva primera exposició va ser a Manresa, al Teatre Kursaal de Manresa a 1942. Va fer exposicions individuals (per exemple a La Plana de l'Om) i col·lectives.